# Nichtraucherschutzgesetze in Deutschland
Nichtraucherschutzgesetze in Deutschland dienen dem Nichtraucherschutz, also dem Schutz von Nichtrauchern vor dem Passivrauchen. Sie sind zum Teil eine Angelegenheit des Bundes (= Bundesrecht: Jugendschutz, Arbeitsschutz, …), zum Teil eine Angelegenheit der Länder (Landesrecht: Rauchverbote im öffentlichen Bereich).
Die 2020 in Berlin vorgelegte aktuelle „Europäische Tabak-Kontrollskala 2019“ der European Conference on Tobacco or Health (ECToH) ließ erkennen, dass das visionäre Ziel noch in weiter Ferne liegt, Europa und damit auch Deutschland bis 2040 zu einer „rauchfreien“ Region zu machen. Die Bundesrepublik liegt auf der Leistung-Skala der Tabak-Kontrollliste von 36 europäischen Ländern auf dem letzten Platz. Ein  internationaler  Deutscher Krebskongress war Anlass der Bekanntgabe des Ergebnisses für die „Association of European Cancer Leagues“ (ECL). Die im Aktionsbündnis Nichtrauchen (ABNR) zusammengeschlossenen Gesundheitsorganisationen und die Stiftung Deutsche Krebshilfe forderten die Bundesregierung und die Parlamentarier auf, mehr für die Eindämmung des Rauchens zu tun. „Der letzte Platz ist ein Armut-Zeugnis für uns“, kritisierte ABNR-Vorsitzende Martina Pötschke-Langer das schlechteste Ergebnis für die Bundesrepublik.

## Geschichte
Erste Vorschriften zum Nichtraucherschutz bauten darauf, Raucher und Nichtraucher im öffentlichen Bereich räumlich zu trennen. So gab es seit der zweiten Hälfte des 19. Jahrhunderts in Zügen getrennte Wagen, Wagenteile oder Abteile, die für Nichtraucher reserviert waren. Da Rauchen in der Öffentlichkeit aber auch als bürgerlicher Emanzipationsakt gegenüber der Obrigkeit gewertet wurde und damit positiv besetzt war, fiel es lange Zeit schwer, das Nicht-Rauchen in den Nichtraucherbereichen durchzusetzen.
Der „Ärztliche Arbeitskreis Rauchen und Gesundheit“ forderte 1971 einen gesetzlichen Nichtraucherschutz mit einem Rauchverbot an allen Arbeitsplätzen, an denen auch Jugendliche und Nichtraucher beschäftigt sind, ebenso auch für alle öffentlichen Diensträume, Schulen und Krankenhäuser.
Hörfunk- und Fernsehwerbung für Tabakwaren sind in Deutschland seit 1975 verboten.
Das Erste Gesetz zur Änderung des Vorläufigen Tabakgesetzes wurde am 9. November 2006 vom Deutschen Bundestag beschlossen. Das Gesetz sorgt für eine weitere Einschränkung der Tabakwerbung. Es ist damit verboten, für Tabakerzeugnisse in der Presse oder anderen gedruckten Veröffentlichungen zu werben. In dem Umfang, in dem Werbung in der Presse verboten ist, ist sie auch im Internet verboten. Unternehmen, deren Haupttätigkeit Herstellung oder Verkauf von Tabakerzeugnissen ist, ist es untersagt, ein Hörfunkprogramm zu sponsern. Ebenso ist es verboten, Veranstaltungen oder gesellschaftliche Ereignisse wie zum Beispiel Formel-1-Rennen zu sponsern, die grenzüberschreitende Wirkung haben.
In der DDR gab es ein Rauchverbot in Gaststätten in der Mittagszeit von 11:00 bis 14:00 Uhr.
Als Vertragspartei der am 27. Februar 2005 in Kraft getretenen WHO-Tabakrahmenkonvention (Framework Convention on Tobacco Control – FCTC) vom Mai 2003 ist Deutschland auch völkerrechtlich verpflichtet, geeignete Maßnahmen zur Verhinderung und Verminderung des Tabakkonsums, der Nikotinabhängigkeit und des Passivrauchens in nationales Recht umzusetzen.
2017 schrieb die Association of European Cancer Leagues in einer Studie, die die Wirksamkeit der politischen Maßnahmen gegen Tabakrauchen in 35 europäischen Ländern verglich, Deutschland komme auf den vorletzten Platz und sei das am meisten problematische Land in Europa hinsichtlich der Tabakregulierung und der einzige EU-Mitgliedstaat ohne Verbot für Tabak-Außenwerbung (Anfang Juli 2020 verabschiedete der Bundestag ein Verbot der Tabak-Außenwerbung). Die Autoren wiesen insbesondere auf die engen Verbindungen zwischen Tabaklobby und Politik hin. Die Bundesrepublik Deutschland zählte zu den EU-Staaten, „die nicht den politischen Willen hatten, um die Situation zu ändern“, kritisierte EU-Gesundheitskommissar Vytenis Andriukaits anlässlich des Weltnichtrauchertages 2015.

## Bundesrecht

### Verkehrsmittel

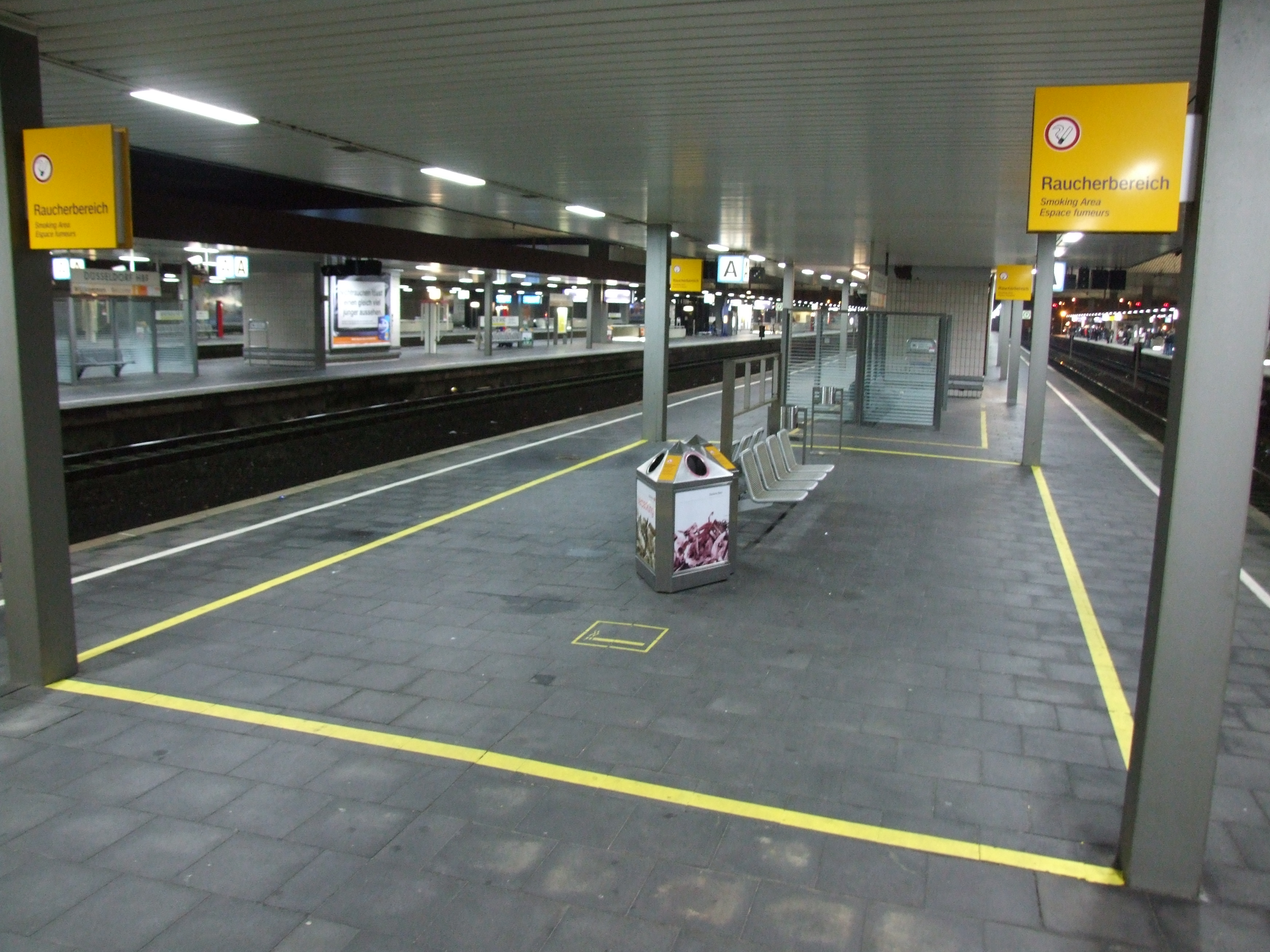
Gelb markierter Raucherbereich auf einem Bahnsteig des Hauptbahnhofs Düsseldorf, 2008

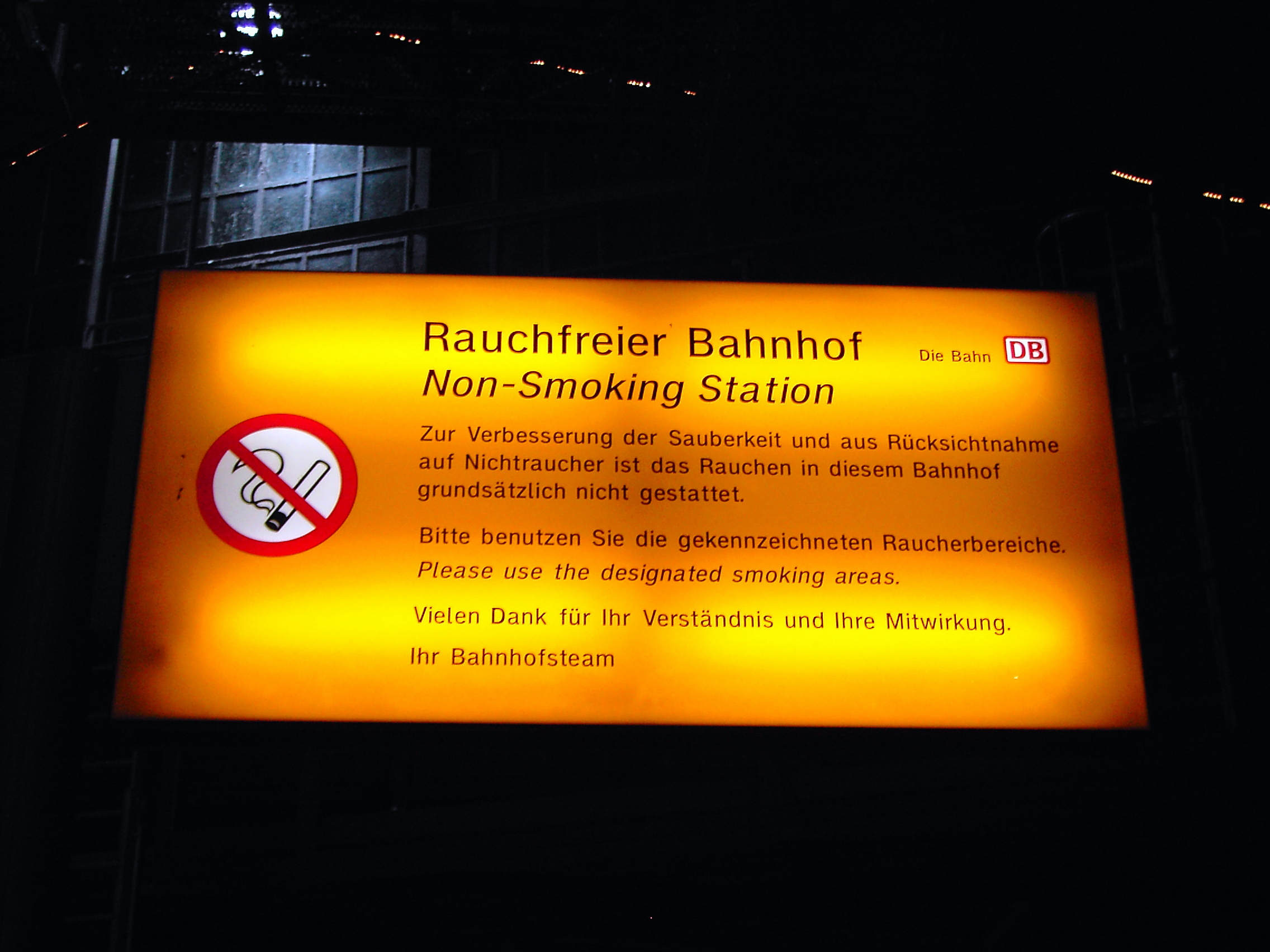
Hinweisschild auf dem S-Bahnhof Berlin-Friedrichstraße

Seit 1. September 2007 gilt in allen Personenbahnhöfen der öffentlichen Eisenbahnen und in allen öffentlichen Verkehrsmitteln (Flugzeug, Bahn, Bus, Straßenbahn, Taxi usw.) ein gesetzliches Rauchverbot, das sich aus § 1 des Bundesnichtraucherschutzgesetz (BNichtrSchG) ergibt. Ausnahmeregelungen sind für gesonderte und entsprechend gekennzeichnete Räume möglich (§ 1 Abs. 3 BNichtrSchG).
In vielen Bundesländern war das Rauchen in Nahverkehrsfahrzeugen schon zuvor untersagt, unter anderem in Baden-Württemberg, Bayern, Bremen, Niedersachsen, Nordrhein-Westfalen und Thüringen. Als letzte Bundesländer schlossen sich zum 1. Juli 2007 Mecklenburg-Vorpommern, Brandenburg und Berlin dem Rauchverbot an.
Nach Inkrafttreten des Nichtraucherschutzgesetzes, das das Rauchen lediglich in Bahnhofsgebäuden untersagte, hat die Deutsche Bahn das Rauchverbot auf den gesamten Bahnhofsbereich, also auch Bahnsteige, Unterführungen und Bahnhofsvorplätze, ausgedehnt. Ausgenommen davon sind nur gekennzeichnete Raucherbereiche. Diese Regelung ist in der Hausordnung der Deutschen Bahn auf annähernd jedem Bahnsteig in den Bahnhöfen nachzulesen. Das Rauchverbot gilt hier inzwischen auch für elektrische Zigaretten. Ebenso ist das Wegwerfen von Zigarettenkippen – auch auf die Gleise – verboten. Bei absichtlicher Verschmutzung wird ein Bußgeld von mindestens 60,- € verhängt. Weitere Verstöße führen zu Hausverweis oder Hausverbot.
Auf Flughäfen ist bereits seit den 1990er Jahren in der Regel das Rauchen nur in speziell ausgewiesenen Zonen erlaubt.

### Arbeitsplatz
Am Arbeitsplatz werden Rauchverbote zur Gefahrenvermeidung und für den Gesundheitsschutz ausgesprochen.
Sind feuergefährliche oder explosive Stoffe vorhanden, ist ein Rauchverbot anzuordnen, um die Gefahr eines Brandes oder einer Explosion zu verringern.
Arbeitgeber sind daneben durch die Arbeitsstättenverordnung verpflichtet, den Nichtraucherschutz am Arbeitsplatz zu gewährleisten. Der Arbeitgeber hat danach die erforderlichen Maßnahmen zu treffen, damit die nicht rauchenden Beschäftigten in Arbeitsstätten wirksam vor den Gesundheitsgefahren durch Tabakrauch geschützt sind (§ 5 ArbStättV). Er hat ein allgemeines oder auf einzelne Bereiche des Betriebes beschränktes Rauchverbot zu erlassen, falls der Nichtraucherschutz nicht anders erreicht werden kann.
Arbeitnehmer haben demnach grundsätzlich Anspruch auf einen rauchfreien Arbeitsplatz. Dagegen haben Raucher keinen Anspruch, dass ihnen das Rauchen während der Arbeit oder der Pause ermöglicht wird. Ausnahmen davon gelten jedoch in Arbeitsstätten mit Publikumsverkehr. Hier braucht der Arbeitgeber Schutzmaßnahmen nur insoweit zu treffen, als die Natur des Betriebes und die Art der Beschäftigung es zulassen (§ 5 Abs. 2 ArbStättV). Arbeitnehmer, die in einer Gaststätte arbeiten, in der das Rauchen gesetzlich verboten ist, haben Anspruch auf einen rauchfreien Arbeitsplatz.
Die Anordnung eines Rauchverbots gegenüber den Arbeitnehmern betrifft das Ordnungsverhalten im Betrieb und ist deshalb nach § 87 Abs. 1 Nr. 1 Betriebsverfassungsgesetz mitbestimmungspflichtig. Der Arbeitgeber muss also die von ihm zu treffenden Maßnahmen des Nichtraucherschutzes mit dem Betriebsrat verabreden. Die konkrete Ausgestaltung des Nichtraucherschutzes kann in einer Betriebsvereinbarung geregelt werden. Es kann dabei jedoch nicht um das Ob des Nichtraucherschutzes gehen, sondern nur darum, wie dieser Schutz im Einzelnen gewährleisten wird. Der Betriebsrat kann auf diesem Wege versuchen, auch die Belange der rauchenden Arbeitnehmer einzubringen, etwa dadurch, dass die Einrichtung von Raucherräumen vereinbart wird. Ist dem Arbeitgeber durch Gesetz zwingend vorgeschrieben, ein Rauchverbot zu erlassen, ohne dass er Raucherräume einrichten darf, so entfällt das Mitbestimmungsrecht des Betriebsrates, da dem Arbeitgeber ohnehin kein Entscheidungsspielraum mehr bleibt.

### Behörden, Dienststellen und sonstige Einrichtungen des Bundes

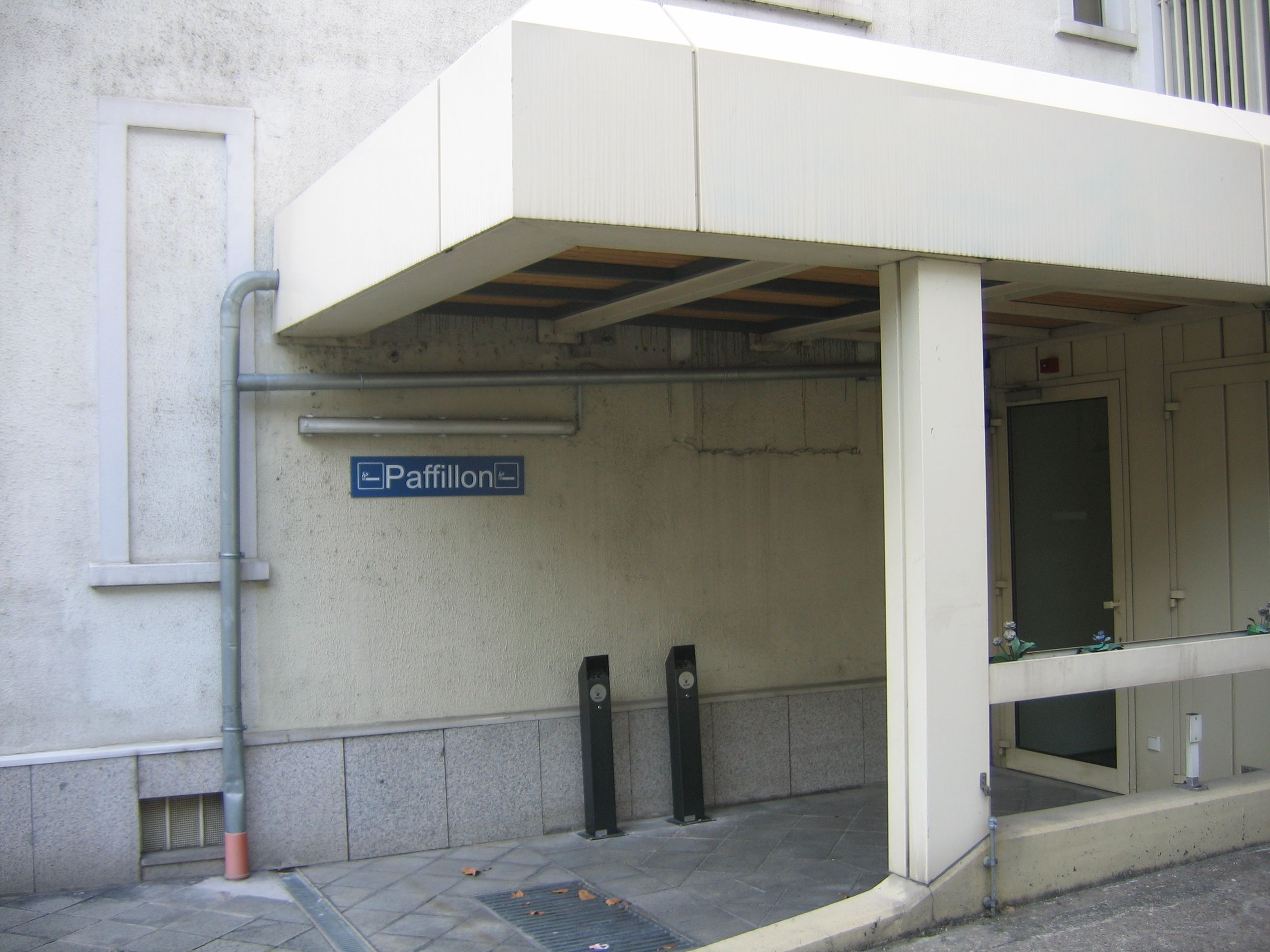
Unterstand zum Rauchen vor einer deutschen Behörde

In Vorgriff auf das Gesetz zum Schutz vor den Gefahren des Passivrauchens untersagte das Bundeskabinett bereits zum 1. Juli 2007 das Rauchen in sämtlichen Einrichtungen des Bundes. Durch Artikel 1 des Gesetzes wurde das Bundesnichtraucherschutzgesetz eingeführt, welches die Einführung eines Rauchverbots in den Einrichtungen des Bundes und in öffentlichen Verkehrsmitteln regelt und das Rauchen grundsätzlich untersagt.
Es werden jedoch spezielle Zonen zum Rauchen eingerichtet, in denen Tabak konsumiert werden kann, ohne die Nichtraucher zu gefährden. Dafür können entweder spezielle Räume eingerichtet oder Außenbereiche als Raucherzonen ausgewiesen werden. Zusätzlich werden für die Bediensteten des Bundes Raucherentwöhnungskurse im Rahmen der Gesundheitsfürsorge des Dienstherren angeboten.
Exemplarisch sei der BMF-Erlass Z C 1 – P 1815/06/0002 Dok.Nr. 2007/0163076 vom 25. Juni 2007 genannt, welcher die Regelungen für den Geschäftsbereich des Bundesministeriums der Finanzen umsetzt.

### Jugendschutz
Mit der seit 1. September 2007 geltenden Fassung von § 10 des Jugendschutzgesetzes (JuSchG) wurde die Altersgrenze für den Erwerb von Tabakwaren von 16 auf 18 Jahre angehoben. Seither dürfen generell keine Tabakwaren mehr an Kinder und Jugendliche abgegeben werden. Darüber hinaus darf Kindern und Jugendlichen das Rauchen in der Öffentlichkeit nicht gestattet werden (§ 10 Abs. 1 JuSchG). Für den Automatenverkauf galt eine Übergangsfrist bis zum 1. Januar 2009 (§ 10 Abs. 2 JuSchG).

## Landesrecht

### Behörden, Dienststellen und sonstige Einrichtungen des Landes und der Kommunen
Das Rauchen innerhalb von behördlichen Einrichtungen ist in den folgenden Bundesländern ohne Ausnahme untersagt: Bayern, Brandenburg, Bremen, Nordrhein-Westfalen, Rheinland-Pfalz und Schleswig-Holstein. In den folgenden Bundesländern ist das Rauchen in deutlich gekennzeichneten und abgetrennten Raucherräumen zulässig: Baden-Württemberg, Berlin, Hessen, Mecklenburg-Vorpommern, Niedersachsen, Saarland, Sachsen, Sachsen-Anhalt und Thüringen. In Hamburg kann das Rauchen in Einzelfällen bei Vernehmungen durch die Staatsanwaltschaft oder die Polizei gestattet werden.

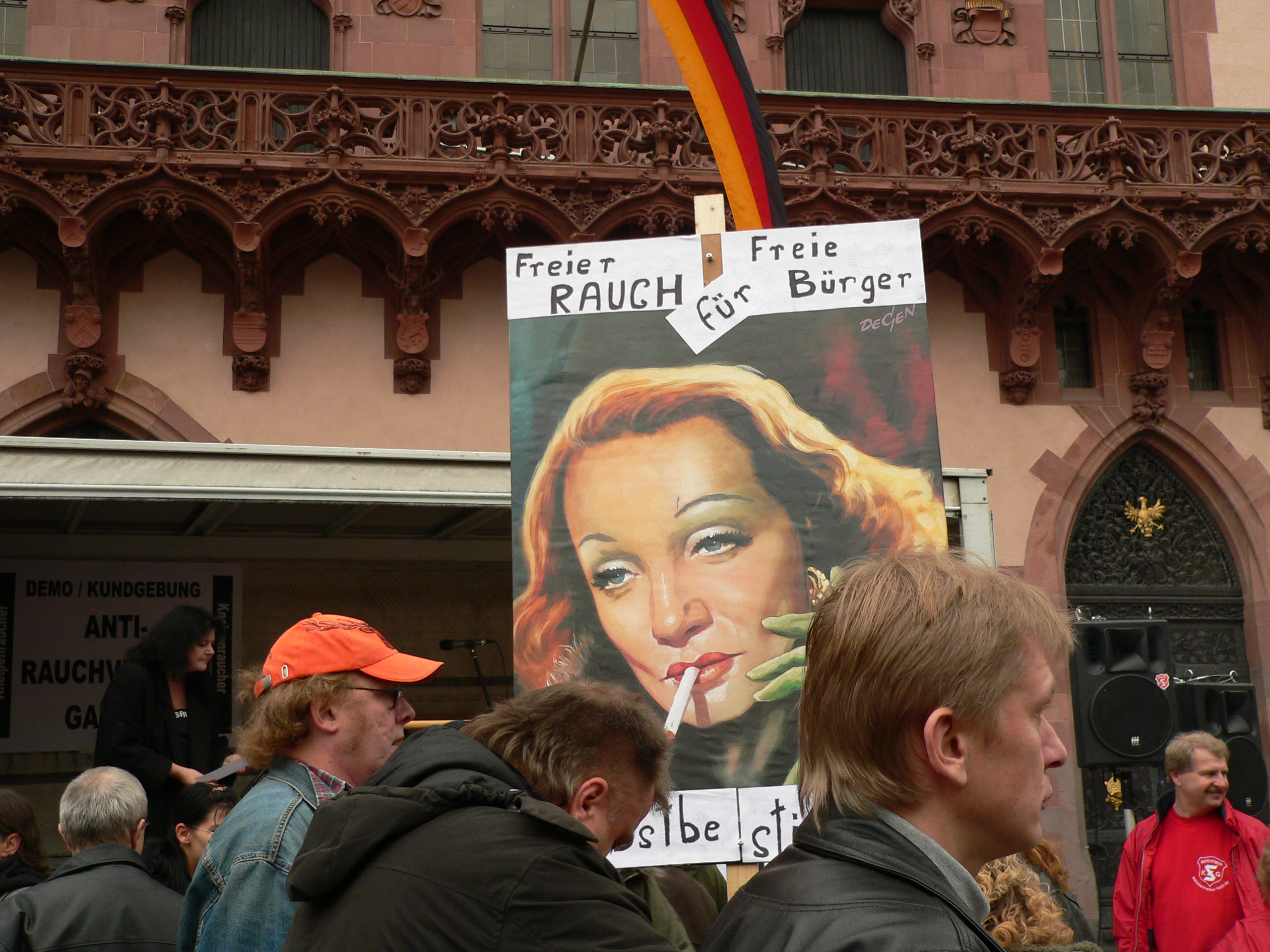
Kundgebung gegen das Rauchverbot in Kneipen.

### Justizvollzugsanstalten
In Baden-Württemberg, Bremen, Hamburg, Mecklenburg-Vorpommern, Nordrhein-Westfalen, Rheinland-Pfalz, Saarland und Sachsen-Anhalt sind Einzelhafträume vom Rauchverbot ausgenommen. In Baden-Württemberg, Hamburg und Nordrhein-Westfalen müssen alle Insassen ihr Einverständnis geben. In Baden-Württemberg, Bayern, Berlin, Brandenburg, Bremen, Rheinland-Pfalz, Saarland, Sachsen und Thüringen kann in abgetrennten Gemeinschaftsräumen das Rauchen gestattet werden.
Im Justizvollzugskrankenhaus Nordrhein-Westfalen ist das Rauchen auch auf dem Krankenzimmer erlaubt, sofern sich kein Nichtraucher auf dem Mehrbettzimmer befindet.
In Niedersachsen sind Justizvollzugsanstalten vom allgemeinen Rauchverbot ausgenommen.
In Hessen und Schleswig-Holstein ist das Rauchen innerhalb geschlossener Räumlichkeiten von Justizvollzugsanstalten ausnahmslos verboten.

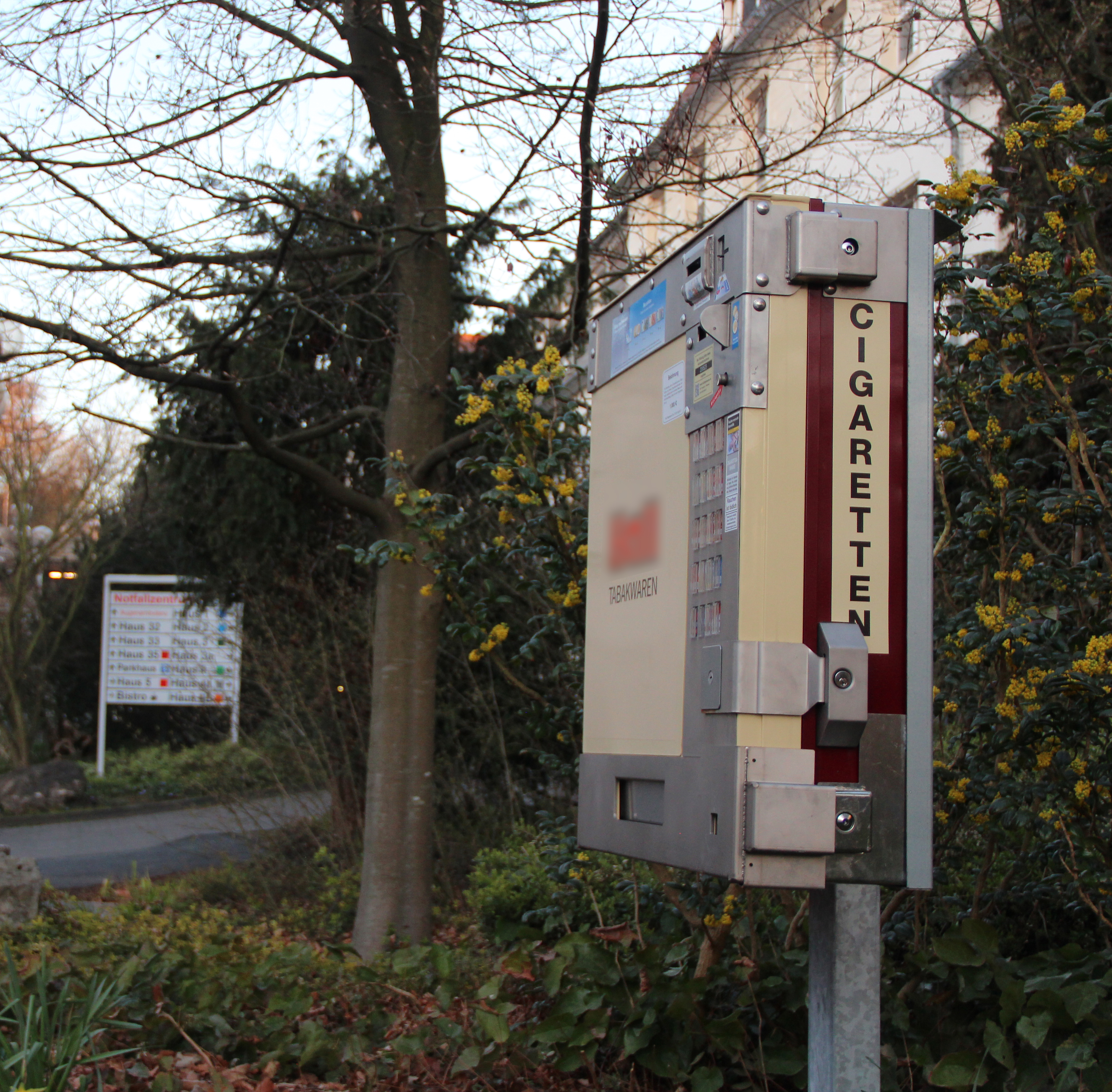
Zigarettenautomat auf dem Gelände einer Universitätsklinik

### Krankenhäuser und Pflegeeinrichtungen
Grundsätzlich gilt ein allgemeines Rauchverbot für alle Gesundheitseinrichtungen. Jedoch gestatten alle Bundesländer Ausnahmen, indem Raucherräume oder Raucherzonen in psychiatrischen Kliniken, in der Palliativmedizin oder in geschlossenen Abteilungen eines Krankenhauses eingerichtet werden dürfen. Einige Bundesländer gestatten es den Patienten nach Absprache mit der Klinikleitung in ihrem Patientenzimmer zu rauchen, sofern dies der Erfüllung eines Therapiezieles dienlich ist.

### Tageseinrichtungen für Kinder
Es gilt ein grundsätzliches Rauchverbot in Tageseinrichtungen für Kinder innerhalb aller Bundesländer. Einzig in Rheinland-Pfalz kann das Rauchen von der Leitung der Einrichtung für Nutzer der Einrichtung erlaubt werden, „wenn aufgrund der Aufgabenstellung der Einrichtung ein Rauchverbot konzeptionell nicht vertretbar ist“.

### Schulen
Das Rauchen innerhalb von Schulgebäuden ist in allen Bundesländern gesetzlich untersagt.

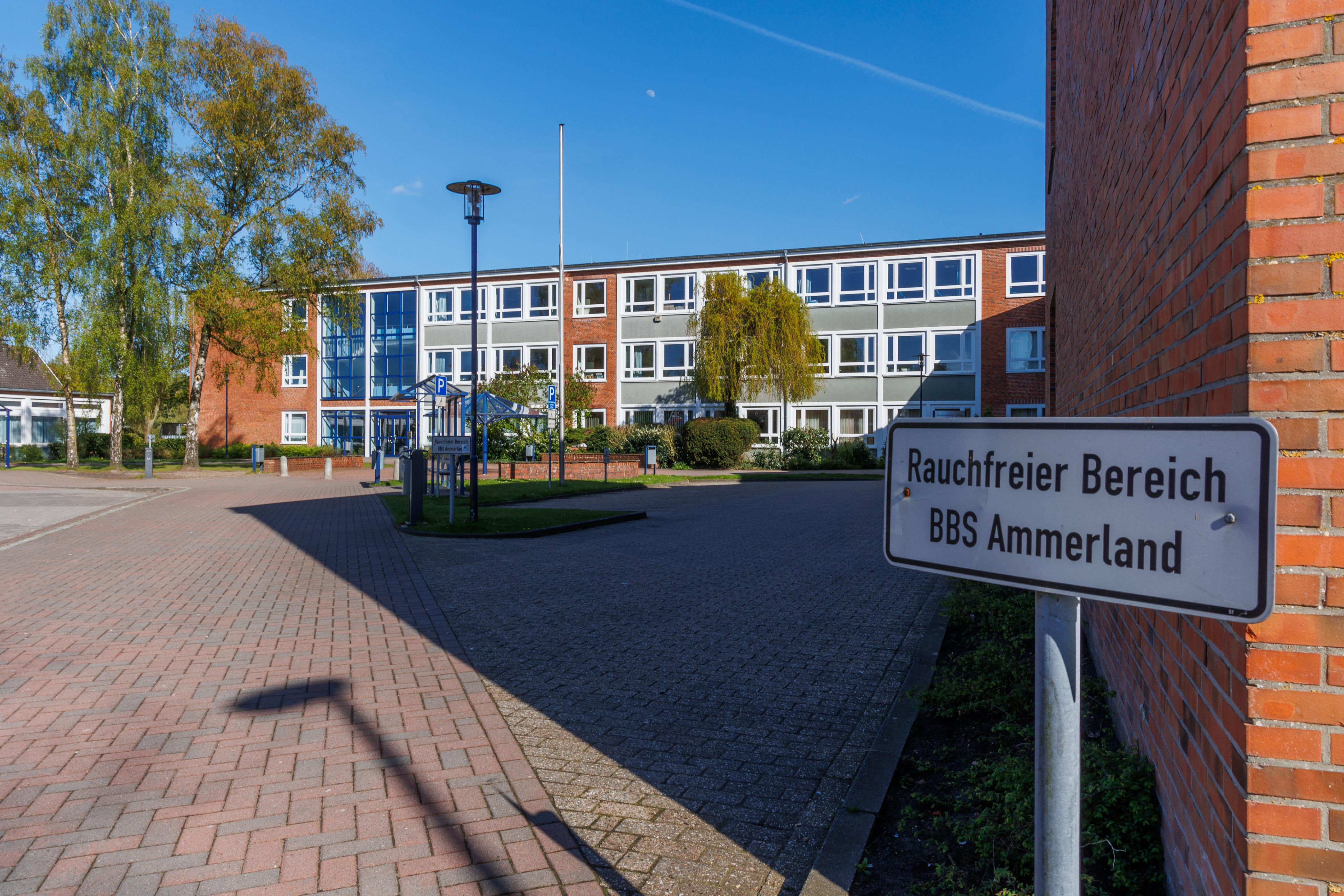
Rauchfreier Bereich einer Berufsbildenden Schule in Niedersachsen

In Bayern, Berlin, Brandenburg, Bremen, Hamburg, Hessen, Nordrhein-Westfalen, Rheinland-Pfalz, Saarland, Sachsen, Schleswig-Holstein und Thüringen gilt ein absolutes Rauchverbot für das Schulgebäude sowie das Schulgelände.
In Baden-Württemberg ist es möglich, für volljährige Schüler sowie für dort tätige Lehrkräfte Raucherzonen außerhalb von Schulgebäuden im Außenbereich des Schulgeländes zu errichten. In Mecklenburg-Vorpommern, Niedersachsen sowie Sachsen-Anhalt können Raucherzonen lediglich auf dem Gelände von Hochschulen errichtet werden.

### Sporthallen, Hallenbäder etc.
In Bayern, Berlin, Brandenburg, Bremen, Hamburg, Hessen, Niedersachsen, Nordrhein-Westfalen, Rheinland-Pfalz, Saarland, Sachsen, Sachsen-Anhalt, Schleswig-Holstein und Thüringen gilt ein absolutes Rauchverbot in sämtlichen Sporthallen, Hallenbädern oder vergleichbaren Einrichtungen.
In Mecklenburg-Vorpommern können abgetrennte Raucherräume eingerichtet werden.
In Baden-Württemberg gibt es keinerlei gesetzliche Regelung, weshalb es dem jeweiligen Betreiber offensteht, das Rauchen zu gestatten.

### Kultureinrichtungen
In Brandenburg, Bremen, Hamburg, Hessen, Nordrhein-Westfalen, Saarland, Sachsen, Sachsen-Anhalt, Schleswig-Holstein und Thüringen gilt ein absolutes Rauchverbot für Kultureinrichtungen.
In Bayern, Berlin, Rheinland-Pfalz gelten Ausnahmen bei künstlerischen Darbietungen, bei denen das Rauchen als Teil der Darbietung Ausdruck der Kunstfreiheit ist. Anderweitig gilt ein absolutes Rauchverbot.
In Mecklenburg-Vorpommern und Niedersachsen können abgetrennte Raucherräume eingerichtet werden.
In Baden-Württemberg gibt es keinerlei gesetzliche Regelung, weshalb es dem jeweiligen Betreiber offensteht, das Rauchen zu gestatten.

### Diskotheken

Regelungen der Landesnichtraucherschutzgesetze in verschiedenen Bereichen

In Bayern, Nordrhein-Westfalen und im Saarland gilt für Diskotheken ein absolutes Rauchverbot.
In Baden-Württemberg, Brandenburg, Bremen und Sachsen-Anhalt ist das Rauchen in Diskotheken untersagt, jedoch bestehen Ausnahmen bei vollständig abgetrennten Nebenräumen ohne Tanzfläche und wenn der Zutritt auf Personen ab vollendetem 18. Lebensjahr beschränkt ist und die Nebenräume in deutlich erkennbarer Weise als Raucherräume gekennzeichnet sind.
In Berlin, Hamburg, Hessen, Mecklenburg-Vorpommern, Niedersachsen, Rheinland-Pfalz, Sachsen, Schleswig-Holstein und Thüringen gilt das Rauchverbot nicht für einen gekennzeichneten abgetrennten Raucherraum.

### Gaststätten
Eine 2005 getroffene unverbindliche Vereinbarung zwischen dem Bundesministerium für Gesundheit und dem Deutschen Hotel- und Gaststättenverband (DEHOGA) führte nach Ansicht der meisten Politiker nicht zu den gewünschten Verbesserungen des Nichtraucherschutzes. Daher entschloss sich zunächst der Bund (damals schwarz-rote Koalition) zu einer Gesetzgebungsinitiative, die jedoch mit der Begründung abgebrochen wurde, dem Bund fehle hierzu die Gesetzgebungskompetenz. Beginnend 2007 wurden durch Nichtraucherschutzgesetze der Länder erstmals gesetzliche Rauchverbote in der Gastronomie ausgesprochen. Einige Länder erlauben die Einrichtung von abgetrennten Raucherräumen und andere Ausnahmeregelungen, andere Länder führten generelle Rauchverbote ohne Ausnahmen ein. Die Mehrzahl der Rauchverbote trat am 1. Januar 2008 in Kraft, einige Bundesländer führten sie bereits 2007 ein. Seit dem 1. Juli 2008 gelten Rauchverbote in allen Bundesländern. Das Bundesverfassungsgericht urteilte auf Verfassungsbeschwerden gegen die Landesgesetze von Berlin und Baden-Württemberg, dass ein generelles Rauchverbot in Gaststätten zulässig sei, jedoch Gesetze mit Ausnahmen für Gaststätten mit abgetrennten Raucherräumen verfassungswidrig seien, da diese Einraumwirte unzulässig beeinträchtigten. Beiden Ländern wurde eine Frist bis zum Ende des Jahres 2009 aufgegeben, entweder Ausnahmen für Einraumkneipen und Diskotheken zu ergänzen oder jedoch ein generelles Rauchverbot in Gaststätten ohne Ausnahmen einzuführen. Bis zur Neuregelung hob das Verfassungsgericht die Rauchverbote in Diskotheken und Einraumgaststätten in den beiden Bundesländern unter bestimmten Voraussetzungen auf. Als Konsequenz des BVerfG-Urteils wurden in Baden-Württemberg und Berlin die Nichtraucherschutzgesetze den Vorgaben des Urteils entsprechend gelockert. Ähnlich entschied auch der Sächsische Verfassungsgerichtshof, soweit für Spielhallen nicht die gesetzliche Möglichkeit eingeräumt wird, abgetrennte Nebenräume zum Rauchen einzurichten. Im Mai 2010 entschied der Verfassungsgerichtshof (VGH) in Koblenz, dass in kleinen Gaststätten, sogenannten Eckkneipen, wieder geraucht werden darf. Fünf Betreiber und eine Privatperson hatten Verfassungsbeschwerde eingereicht.
Stand April 2018 gilt ein generelles Rauchverbot für Gaststätten und Kneipen in den 3 Bundesländern Nordrhein-Westfalen, Bayern und im Saarland, in den restlichen 13 Bundesländern gelten grundsätzlich Ausnahmeregelungen für Nebenräume in Gaststätten und für Einraumkneipen unter 75 m². Die Auslegung dieser Ausnahmen kann sich zwischen diesen Bundesländern im Detail geringfügig unterscheiden, so schreibt zum Beispiel Hamburg als einziges Bundesland eine Luftschleuse für Raucherbereiche vor, und in manchen Bundesländern darf in Raucherkneipen kein aufwendig zubereitetes Essen serviert werden.

## Fußballstadien
In den deutschen Fußballstadien der Bundesliga gibt es kein generelles Rauchverbot. Inzwischen sind einige Vereine dazu übergegangen, rauchfreie Zonen, sogenannte „Kinder- und Familienblocks“, einzurichten. In der Saison 2007/2008 war in deutschen Fußballstadien die Situation wie folgt: Hertha BSC, Borussia Dortmund, Hamburger SV und der VfL Wolfsburg hatten rauchfreie Fanblocks. In den Stadien des FC Bayern München (Allianz Arena), von Werder Bremen (Weserstadion) und VfL Bochum durfte völlig frei geraucht werden. Der Hamburger SV plante noch im Jahr 2008, das erste komplett rauchfreie Stadion Deutschlands zu haben; diese Entscheidung wurde verschoben.
Seit der Saison 2009/2010 gilt im Innenraum des Rheinenergiestadions (1. FC Köln) und der BayArena (Bayer 04 Leverkusen) ein Rauchverbot. Die Zugänge zu den einzelnen Blöcken als auch alle weiteren Bereiche sind von dieser Regelung allerdings ausgenommen. Während der Fußball-Weltmeisterschaft 2006 in Deutschland war das Rauchen in den Stadien erlaubt, hingegen war es bei der WM 2002 in Korea und Japan und auch bei der WM 2010 in Südafrika verboten. Selbst im sonst rauchfreien Familienblock des Berliner Olympiastadions  wurde geraucht. Das Deutsche Krebsforschungszentrum kritisierte die Lage und meinte, eine gesetzliche Regelung für rauchfreie Sporteinrichtungen sei unabdingbar.

## Mietwohnung
Rauchen in einer Mietwohnung ist grundsätzlich erlaubt. Übermäßiges Rauchen in der Mieterwohnung kann zu Schadenersatzansprüchen wegen übermäßiger Nutzung der Mietsache führen. Raucher sind beim Auszug zum Ersatz der Kosten für Dekorationsarbeiten verpflichtet, wenn durch starkes Rauchen Verfärbungen und Ablösungen von Tapeten sowie ein in der Wohnung festsitzender Tabakgeruch verursacht wurde. Schadenersatzanspruch besteht ebenfalls, wenn die durch das Rauchen verursachte Geruchsbelästigung beim Auszug nicht durch einfaches Lüften beseitigt werden kann.
Der Bundesgerichtshof stellte dagegen fest, Rauchen in der Wohnung gehöre zum vertragsgemäßen Gebrauch und könne daher grundsätzlich keine Schadensersatzansprüche nach sich ziehen, es sei denn, das Rauchverbot wurde im Mietvertrag ausdrücklich vereinbart. Dagegen hat der Bundesgerichtshof ausdrücklich offen gelassen, ob ausnahmsweise eine vom vertragsgemäßen Gebrauch nicht mehr umfasste Nutzung der Wohnung anzunehmen ist, wenn „exzessives“ Rauchen vorliege.
Das Rauchen im Treppenhaus darf durch den Vermieter verboten werden. Beeinträchtigungen durch Passivrauchen beim kurzzeitigen Aufenthalt im Treppenhaus oder Lift sind dagegen zumutbar. Der Keller gehört wie das Treppenhaus zum gemeinschaftlichen Eigentum. Da das Recht des Mieters zu rauchen durch seinen kürzeren Aufenthalt in Gemeinschaftsräumen als weniger schützenswert erachtet wird, darf ein Rauchverbot von Seiten des Vermieters auch auf den Keller erweitert werden.
Dringt aufgrund der besonderen Bauweise eines Hauses der Tabakrauch aus der Wohnung eines Rauchers in eine andere Wohnung, kann aufgrund der Gesundheitsbeeinträchtigung und der Geruchsbelästigung eine Mietminderung gefordert werden, auch die außerordentliche Kündigung des Mietvertrages durch den Mieter ist in einem solchen Fall (besondere Bauweise des Hauses) gerechtfertigt.
Hinsichtlich der Belästigung und Gesundheitsbeeinträchtigung einer Mietpartei durch eine andere durch das Rauchen auf dem Balkon oder am Küchenfenster liegt (Stand 2007) nur erstinstanzliche Rechtsprechung vor, die uneinheitlich ist, weshalb in der Praxis oftmals Vereinbarungen über Rauch- und Lüftungszeiten zwischen den betroffenen Mietparteien der Vorzug gegeben wird.

## Übersicht über die Rauchverbote einzelner Bundesländer (tabellarisch)
| Bundesland             | Behörden, Dienststellen und sonstige Einrichtungen des Landes und der Kommunen | Justizvollzugsanstalten | Krankenhäuser und Pflegeeinrichtungen | Tageseinrichtungen für Kinder | Schulen                     | Sporthallen, Hallenbäder etc. | Kultureinrichtungen        | Diskotheken | Gaststätten | Öffentliche Verkehrmittel | Bemerkungen |
| ---------------------- | ------------------------------------------------------------------------------ | ----------------------- | ------------------------------------- | ----------------------------- | --------------------------- | ----------------------------- | -------------------------- | ----------- | ----------- | ------------------------- | --- |
| Baden-Württemberg      | 1                                                                              | 2                       | 3                                     | 4                             | 5                           | –6                            | –6 / (betrifft nur Kinos)7 | 8           | 9           | Rauchverbot               | Das Nichtraucherschutzgesetz regelt das Rauchen nicht in: Kultureinrichtungen oder Sporteinrichtungen (ausgenommen als Teil einer Schule). Auch bietet es zahlreiche Ausnahmeregelungen für Gaststätten, Diskotheken, Schulen sowie Behörden und Dienststellen des Landes und der Kommunen. |
| Bayern                 | 10                                                                             | 11                      | 11                                    | 10                            | 10                          | 10                            | 12                         | 10          | 10          | 10                        | In ausgewiesenen Räumen der Polizeibehörden und der Staatsanwaltschaften darf das Rauchen gestattet werden, soweit dort Vernehmungen durchgeführt werden und der vernommenen Person das Rauchen vom Leiter der Vernehmung im Einzelfall gestattet wird.                                     |
| Berlin                 | 14                                                                             | 14                      | 15                                    | 13                            | 13                          | 13                            | 16                         | 17          | 17          | 13                        | |
| Brandenburg            | 21                                                                             | 19                      | 20                                    | 21                            | 21                          | 21                            | 21                         | 22          | 22          | 21                        | |
| Bremen                 | 23                                                                             | 24                      | 25                                    | 23                            | 23                          | 23                            | 23                         | 26          | 26          | 23                        | |
| Hamburg                | 27                                                                             | 28                      | 29                                    | 30                            | 30                          | 30                            | 30                         | 30          | 31          | 30                        | |
| Hessen                 | 32 33                                                                          | 36                      | 35 34                                 | 36                            | 36                          | 36                            | 36                         | 36          | 37          | 36                        | Der Hessische Rundfunk genießt eine Sonderstellung: in den Gebäuden darf in abgetrennten Raucherräumen geraucht werden. |
| Mecklenburg-Vorpommern | 38                                                                             | 39                      | 40                                    | 41                            | Schulen: 41 Hochschulen: 38 | 38                            | 38                         | 38          | 38          | Rauchverbot               | Gemäß § 2 (1) NichtRSchutzG M-V, können in allen Gebäuden und Einrichtungen Raucherbereiche eingerichtet werden. Ausgenommen davon sind Schulen (außer Hochschulen) sowie Einrichtungen zur ganztägigen Kinderbetreuung.                                                                    |
| Niedersachsen          | 42                                                                             | 43                      | 44 42                                 | 45                            | Schulen: 45 Hochschulen: 42 | 45                            | 42                         | 42          | 42          | Rauchverbot               | Gemäß § 4 NiRSG kann eine Gemeinde ein Rauchverbot auf öffentlichen Spielplätzen verordnen. |
| Nordrhein-Westfalen    | 46                                                                             | 47                      | 48                                    | 46                            | 46                          | 46                            | 46                         | 46          | 46          | 46                        | Nordrhein-Westfalen hat eines der bundesweit strengsten Nichtrauchergesetze. |
| Rheinland-Pfalz        | 49                                                                             | 50                      | 51                                    | 52                            | 49                          | 49                            | 53                         | 54          | 54          | 49                        | |
| Saarland               | 55                                                                             | 56                      | 56                                    | 57                            | 57                          | 57                            | 57                         | 57          | 57          | 57                        | |
| Sachsen                | 58                                                                             | 58                      | 58                                    | 59                            | 59                          | 59                            | 59                         | 60          | 60          | 59                        | |
| Sachsen-Anhalt         | 63                                                                             | 62                      | 62 63                                 | 61                            | Schulen: 61 Hochschulen: 63 | 61                            | 61                         | 63          | 63          | 61                        | |
| Schleswig-Holstein     | 64                                                                             | 65                      | 65                                    | 64                            | 64                          | 64                            | 64                         | 66          | 66          | 64                        | |
| Thüringen              | 69                                                                             | 68                      | 68                                    | 67                            | 67                          | 67                            | 67                         | 69          | 69          | 67                        | |

Ausnahmen und Anmerkungen für Baden-Württemberg:
| 1 | Ausnahmen können bei besonderen Veranstaltungen erlassen werden. Eine grundsätzliche Ausnahme besteht bei abgeschlossenen Räumen. |
| 2 | Rauchen ist in Hafträumen erlaubt, die ausschließlich mit Rauchern belegt sind. In geschlossenen Räumen oder an besonderen Veranstaltungen können weitere Ausnahmen erlassen werden. |
| 3 | Ausnahmen gelten für Patienten: in der Palliativmedizin, in psychiatrischer Behandlung, durch eine gerichtlich angeordnete Unterbringung in einer geschlossenen Abteilung oder zur Erfüllung des Therapiezieles (Suchtbehandlung). Ein abgetrenntes Raucherzimmer für Angestellte kann nach Absprache mit der Klinikleitung eingerichtet werden. Das Rauchen in abgeschlossenen Räumlichkeiten von Pflegeeinrichtungen kann gestattet werden, wenn diese ausschließlich von Rauchern genutzt oder bewohnt werden oder mit dem Einverständnis der Bewohner.                 |
| 4 | Absolutes Rauchverbot ohne Ausnahmen. |
| 5 | Ausgenommen sind Wohnungen, die sich ganz oder teilweise auf dem Schulgelände befinden. Außerdem kann die Gesamtlehrerkonferenz mit Zustimmung der Schulkonferenz und nach Anhörung des Elternbeirats und der Schülermitverantwortung für volljährige Schüler ab Klasse 11 oder der entsprechenden Klassen der beruflichen Schulen sowie für dort tätige Lehrkräfte Raucherzonen außerhalb von Schulgebäuden im Außenbereich des Schulgeländes jeweils für ein Schuljahr zulassen.                                                                                         |
| 6 | Wird nicht vom gesetzlichen Rauchverbot erfasst. Einschränkungen können bestehen, wenn es sich um einen Teil einer schulischen Einrichtung handelt. |
| 7 | Da in Baden-Württemberg das Rauchverbot in allen öffentlichen Räumen gilt, in denen Speisen oder Getränke zum Verzehr an Ort und Stelle verabreicht werden, gilt das Rauchverbot auch in allen Kinos, da das erwähnte Kriterium zwangsläufig auf Kinos zutrifft. Das wurde auf Anfrage vom Regierungspräsidium Tübingen und vom zuständigen Ministerium bestätigt. |
| 8 | Ausnahmen für Diskotheken bestehen nur bei vollständig abgetrennten Nebenräumen ohne Tanzfläche und wenn der Zutritt auf Personen ab vollendetem 18. Lebensjahr beschränkt ist und die Nebenräume in deutlich erkennbarer Weise als Raucherräume gekennzeichnet sind. |
| 9 | Ausnahmen für Gaststätten bestehen bei vollständig abgetrennten Nebenräumen, wenn diese Räume in deutlich erkennbarer Weise als Raucherräume gekennzeichnet sind. Außerdem gelten Ausnahmen in Gaststätten mit weniger als 75 m² Gastfläche und ohne abgetrennten Nebenraum, wenn keine oder lediglich kalte Speisen einfacher Art zum Verzehr an Ort und Stelle verabreicht werden, Personen mit nicht vollendetem 18. Lebensjahr der Zutritt verwehrt wird und die Gaststätte am Eingangsbereich in deutlich erkennbarer Weise als Rauchergaststätte gekennzeichnet ist. |

Ausnahmen und Anmerkungen für Bayern:
| 10 | Absolutes Rauchverbot ohne Ausnahmen. |
| 11 | Ausnahmen bestehen für Patienten der palliativen Versorgung; und in psychiatrischen Krankenhäusern kann das Rauchen auf jeder Station in einem Nebenraum gestattet werden. Außerdem kann der Leiter einer Justizvollzugsanstalt das Rauchen in Gemeinschaftsräumen gestatten. |
| 12 | Ausnahmen gelten bei künstlerischen Darbietungen, bei denen das Rauchen als Teil der Darbietung Ausdruck der Kunstfreiheit ist. |

Ausnahmen und Anmerkungen für Berlin:
| 13 | Absolutes Rauchverbot ohne Ausnahmen. |
| 14 | Ausnahmen gelten für besonders ausgewiesene Räume einer Justizvollzugsanstalt und im Abschiebungsgewahrsam in den Hafträumen der Gefangenen und der Abschiebungshäftlinge und in anderen besonders ausgewiesenen Räumen, in besonders ausgewiesenen Wartebereichen in Gerichtsgebäuden sowie in besonders ausgewiesenen Warte- und Vernehmungsbereichen in Polizeidienststellen. |
| 15 | Ausnahmen gelten für ausgewiesene Räume eines psychiatrischen Krankenhauses oder einer Entziehungsanstalt sowie für Räume in Gesundheitseinrichtungen, insbesondere in der Psychiatrie und der Palliativversorgung, für Patienten, denen die behandelnden Ärzte das Rauchen aus therapeutischen Gründen erlauben. Außerdem gelten Ausnahmen in ausgewiesenen Räumen von stationären Einrichtungen, oder Einrichtungen der Behindertenhilfe. |
| 16 | Ausnahmen gelten bei künstlerischen Darbietungen, bei denen das Rauchen als Teil der Darbietung Ausdruck der Kunstfreiheit ist. |
| 17 | Ausnahmen gelten für: - Gaststätten, die im Eingangsbereich von außen deutlich sichtbar als Shisha-Gaststätten gekennzeichnet sind. Der Aufenthalt darf Kindern und Jugendlichen unter 18 Jahren nicht gestattet werden. - Gaststätten, die ausgewiesene und vollständig abgetrennte Raucherräume eingerichtet haben. In Diskotheken dürfen diese Räume nicht an die Tanzfläche angeschlossen werden. In Gaststättengewerben, die aus einem Raum bestehen und deren Gastfläche einschließlich des für den Gast zugänglichen Thekenbereiches weniger als 75 m² beträgt und in denen eine Abgabe von zubereiteten Speisen nicht oder lediglich als untergeordnete Nebenleistung erfolgt, darf geraucht werden, sofern Personen unter 18 Jahren keinen Zutritt haben. - Vereinsgaststätten, die als Rauchergaststätten geführt werden. Der Aufenthalt darf Kindern und Jugendlichen unter 18 Jahren nicht gestattet werden. - Gaststätten (und Diskotheken), die neben einem Nichtraucherraum auch einen Raucherraum führen. Der Aufenthalt darf Kindern und Jugendlichen unter 18 Jahren nicht gestattet werden. |

Ausnahmen und Anmerkungen für Brandenburg:
| 18 | Ausnahmen bestehen in Räumen des Polizeigewahrsams, in denen der Dienststellenleiter den in Gewahrsam Genommenen das Rauchen zur Aufrechterhaltung eines ordnungsgemäßen Betriebs des Gewahrsams gestattet, sowie Vernehmungsräumen der Polizei, in denen der Dienststellenleiter den zu Vernehmenden das Rauchen zur Gewährleistung eines ordnungsgemäßen Ablaufs von Vernehmungen gestattet. |
| 19 | Ausgenommen vom Rauchverbot sind in Justizvollzugseinrichtungen und Abschiebungshafteinrichtungen in den Hafträumen und in den Bereichen, in denen die Leitung der Einrichtung das Rauchen zur Aufrechterhaltung des ordnungsgemäßen Anstaltsbetriebes zulässt. |
| 20 | Ausgenommen vom Rauchverbot sind Einrichtungen des Maßregelvollzuges in den Patientenzimmern und in den Bereichen, in denen die Leitung der Einrichtung das Rauchen zur Aufrechterhaltung des ordnungsgemäßen Krankenhausbetriebes zulässt, sowie in besonders ausgewiesenen Räumen in Gesundheitseinrichtungen, insbesondere in der Psychiatrie und der Palliativversorgung, für Patienten, denen die behandelnden Ärzte das Rauchen aus therapeutischen Gründen erlauben und in den Zimmern von Heimen oder Erziehungshilfeeinrichtungen nach § 34 des Achten Buches Sozialgesetzbuch, die den Bewohnern zur privaten Nutzung überlassen sind; in Heimen darüber hinaus in besonders ausgewiesenen Räumen, in denen die Heimleitung das Rauchen für Bewohner sowie deren Angehörige zulässt. |
| 21 | Absolutes Rauchverbot ohne Ausnahmen. |
| 22 | Ausnahmen für Gaststätten bestehen: - Gaststätten können einen abgetrennten Raucherraum anbieten wenn dieser, gut belüftet, für Kinder und Jugendliche unter 18 Jahren unzugänglich ist. - Wenn es sich um eine Gaststätte mit Gastfläche von weniger als 75 m² handelt, die keine zubereiteten Speisen anbieten und Personen unter 18 Jahren der Zutritt verwehrt ist. - Diskotheken wenn dabei der Nebenraum nicht an die Tanzfläche angeschlossen ist, und Kinder und Jugendliche unter 18 Jahren generell keinen Zutritt zur Diskothek haben. |

Ausnahmen und Anmerkungen für Bremen:
| 23 | Absolutes Rauchverbot ohne Ausnahmen. |
| 24 | Vom Rauchverbot ausgenommen sind zur alleinigen Nutzung überlassenen Hafträumen und in vollständig umschlossenen Räumen, in denen die Leitung der Einrichtung das Rauchen zulässt. |
| 25 | Vom Rauchverbot ausgenommen sind Räumlichkeiten für Patienten die sich im Bereich der Palliativmedizin befinden, sich zu einer psychiatrischen Behandlung oder aufgrund einer gerichtlich angeordneten Unterbringung in einer geschlossenen Abteilung des Krankenhauses aufhalten oder bei denen die Untersagung des Rauchens dem Therapieziel entgegensteht. Im Einzelfall entscheidet der behandelnde Arzt. |
| 26 | In Gaststätten können ausgewiesene und vollständig abgetrennte Raucherräume eingerichtet werden. In Diskotheken dürfen diese Räume nicht an die Tanzfläche angeschlossen werden. In Gaststättengewerben, die aus einem Raum bestehen und deren Gastfläche einschließlich des für den Gast zugänglichen Thekenbereiches weniger als 75 m² beträgt und in denen eine Abgabe von zubereiteten Speisen nicht oder lediglich als untergeordnete Nebenleistung erfolgt, darf geraucht werden, sofern Personen unter 18 Jahren keinen Zutritt haben. |
|    | |

Ausnahmen und Anmerkungen für Hamburg:
| 27 | Ausnahmen bestehen in Räumen des Polizeigewahrsams, in denen der Dienststellenleiter den in Gewahrsam Genommenen das Rauchen zur Aufrechterhaltung eines ordnungsgemäßen Betriebs des Gewahrsams gestattet, sowie Vernehmungsräumen der Polizei, in denen der Dienststellenleiter den zu Vernehmenden das Rauchen zur Gewährleistung eines ordnungsgemäßen Ablaufs von Vernehmungen gestattet. |
| 28 | Ausgenommen vom Rauchverbot sind Räume, die bei gemeinsamer Bewohnung, im Einverständnis aller Mitbewohner zum Rauchen verwendet werden. Eine Zustimmung des Leiters der Einrichtung muss jedoch erfolgen. |
| 29 | Ausgenommen vom Rauchverbot aus zwingend konzeptionellen oder therapeutischen Gründen. |
| 30 | Absolutes Rauchverbot ohne Ausnahmen. |
| 31 | Ausnahmen für Gaststätten bestehen: - Gaststätten können einen abgetrennten Raucherraum anbieten wenn dieser, gut belüftet, für Kinder und Jugendliche unter 18 Jahren unzugänglich, und der Raum kleiner als die übrige Gastfläche ist. - Wenn es sich um eine Gaststätte mit Gastfläche von weniger als 75 m² handelt, die keine zubereiteten Speisen anbietet und nicht über eine entsprechende Erlaubnis nach § 3 des Gaststättengesetzes verfügt und Personen unter 18 Jahren der Zutritt verwehrt ist. |

Ausnahmen und Anmerkungen für Hessen:
| 32 | Ausgenommen vom allgemeinen Rauchverbot sind vollständig abgetrennte Raucherräume, wenn ihre Beschaffenheit andere Personen durch ihren Rauch nicht beeinträchtigen. |
| 33 | Ausgenommen vom allgemeinen Rauchverbot sind ausgewiesene Vernehmungsräume von Polizeibehörden und Staatsanwaltschaften, wenn der Leiter der Vernehmung der zu vernehmenden Person das Rauchen im Einzelfall gestattet. Dies gilt für gerichtliche Vernehmungen entsprechend. |
| 34 | Ausgenommen vom allgemeinen Rauchverbot sind Räume, die Wohnzwecken dienen und den Bewohnern zur ausschließlichen Nutzung überlassen sind. |
| 35 | Ausgenommen vom allgemeinen Rauchverbot sind Patienten, eines Krankenhauses oder einer Klinik, wenn das Rauchen als Teil einer medizinischen Behandlung gilt. |
| 36 | Absolutes Rauchverbot ohne Ausnahmen. |
| 37 | Das Rauchverbot gilt nicht: - in vollständig abgetrennten Nebenräumen von Gaststätten. - in Gaststätten mit weniger als 75 m² Gastfläche und ohne vollständig abgetrennten Nebenraum, wenn keine oder nur kalte und einfach zubereitete warme Speisen verabreicht werden. - in Gaststätten und vollständig abgetrennten Nebenräumen, wenn ausschließlich individuell bestimmte Personen aufgrund einer personengebundenen Einladung des Veranstalters bewirtet werden, anderen Personen der Zutritt nicht gestattet ist und die Veranstaltung nicht gewerblichen Zwecken dient (geschlossene Gesellschaft). - in Festzelten, die nur vorübergehend, höchstens an 21 aufeinander folgenden Tagen an einem Standort betrieben werden. - in Spielbanken im Sinne des Hessischen Spielbankgesetzes vom 15. November 2007 (GVBl. I S. 753), geändert durch Gesetz vom 27. September 2012 (GVBl. S. 290). |

Ausnahmen und Anmerkungen für Mecklenburg-Vorpommern:
| 38 | Es ist möglich, abgetrennte Raucherbereiche einzuführen. In Gaststättengewerben, die aus einem Raum bestehen und deren Gastfläche einschließlich des für den Gast zugänglichen Thekenbereiches weniger als 75 m² beträgt und in denen eine Abgabe von zubereiteten Speisen nicht oder lediglich als untergeordnete Nebenleistung erfolgt, darf geraucht werden, sofern Personen unter 18 Jahren keinen Zutritt haben. |
| 39 | Das Rauchverbot gilt nicht in: Justizvollzugsanstalten für die Hafträume der Gefangenen oder in Patientenzimmern von Einrichtungen des Maßregelvollzuges. |
| 40 | Das Rauchverbot gilt nicht für Nutzer von Patientenzimmern und Wohnräumen in Gebäuden die diesen zur alleinigen Nutzung überlassen wurden oder denen eine Erlaubnis insbesondere aufgrund ärztlicher, therapeutischer oder konzeptioneller Indikationen erteilt wurde. |
| 41 | Absolutes Rauchverbot ohne Ausnahmen. (i.V.m: § 45 Abs. 1 des Achten Buches Sozialgesetzbuch) |

Ausnahmen und Anmerkungen für Niedersachsen:
| 42 | Ausnahmen bestehen für vollständig abgetrennte Raucherräume, die auch als solche gekennzeichnet sind. Außerdem gelten Ausnahmen in Gaststätten mit weniger als 75 m² Gastfläche und ohne abgetrennten Nebenraum, wenn keine oder lediglich kalte Speisen einfacher Art zum Verzehr an Ort und Stelle verabreicht werden, Personen mit nicht vollendetem 18. Lebensjahr der Zutritt verwehrt wird und die Gaststätte am Eingangsbereich in deutlich erkennbarer Weise als Rauchergaststätte gekennzeichnet ist.                                     |
| 43 | Das Rauchverbot gilt nicht in Haft- und Vernehmungsräumen der Justizvollzugseinrichtungen und der Polizei. |
| 44 | Das Rauchverbot gilt nicht in Patientenzimmern von Einrichtungen, in denen Personen aufgrund gerichtlicher Entscheidung untergebracht werden, sowie den Räumen von Heimen und von Einrichtungen der palliativen Versorgung, die Bewohnern zur privaten Nutzung überlassen sind. Des Weiteren davon ausgenommen sind, Räumlichkeiten, in denen der behandelnde Arzt einem Patienten im Einzelfall das Rauchen erlaubt, weil ein Rauchverbot die Erreichung des Therapieziels gefährden würde oder der Patient das Krankenhaus nicht verlassen kann. |
| 45 | Absolutes Rauchverbot ohne Ausnahmen. |

Ausnahmen und Anmerkungen für Nordrhein-Westfalen:
| 46 | Absolutes Rauchverbot ohne Ausnahmen. |
| 47 | Ausgenommen vom Rauchverbot sind Hafträume der Justizvollzugsanstalt. Wenn mehrere Häftlinge in einer Zelle untergebracht sind, und einer der Insassen Nichtraucher ist, tritt das Rauchverbot wieder in Kraft. |
| 48 | Raucherräume können außerdem in stationären Einrichtungen der Pflege, der Behindertenhilfe sowie der Wohnungslosen-/Gefährdetenhilfe eingerichtet werden. Das Rauchverbot gilt nicht wenn sich der Patient in palliativmedizinischer oder psychiatrischer Behandlung befindet, sich aufgrund einer gerichtlich angeordneten Unterbringung in einer geschlossenen Abteilung des Krankenhauses aufhält oder bei denen die Untersagung des Rauchens dem Therapieziel entgegensteht. Im Einzelfall entscheidet der behandelnde Arzt. |

Ausnahmen und Anmerkungen für Rheinland-Pfalz:
| 49 | Absolutes Rauchverbot ohne Ausnahmen. |
| 50 | Vom Rauchverbot ausgenommen sind Justizvollzugsanstalten in ausgewiesenen Räumlichkeiten sowie in Haft- oder Unterbringungsräumen wenn alle Insassen einverstanden sind das geraucht werden darf. In Räumlichkeiten der gemeinschaftlichen Unterbringung von Migranten können abgetrennte Raucherbereiche eingerichtet werden. |
| 51 | In allen Krankenhäuser, Vorsorge- und Rehabilitationseinrichtungen, Heimen der Altenhilfe, Pflegeheimen sowie teilstationären oder stationären Einrichtungen gilt absolutes Rauchverbot. Ausgenommen sind: Patienten, wenn sich diese aufgrund einer gerichtlich angeordneten Unterbringung oder zu einer psychiatrischen Behandlung in der Einrichtung befinden (auch bei psychisch Kranken im Maßregelvollzug), eine Behandlung im Bereich der Palliativmedizin erfolgt, bei denen ein Rauchverbot dem Therapieziel entgegenstehen würde, bei Patienten, die gemäß dem Infektionsschutzgesetz zwangsweise untergebracht sind. Bei Patienten oder Bewohnern in Heimen der Altenhilfe, Pflegeheimen sowie teilstationären oder stationären Einrichtungen können abgetrennte Raucherräume eingerichtet werden. Bei privat zur Bewohnung genutzten Räumlichkeiten findet das Rauchverbot keine Anwendung. |
| 52 | Die Leitung der Einrichtung kann Nutzern der Einrichtung das Rauchen erlauben, „wenn aufgrund der Aufgabenstellung der Einrichtung ein Rauchverbot konzeptionell nicht vertretbar ist.“ |
| 53 | Das Rauchverbot gilt nicht für die Darsteller bei künstlerischen Darbietungen, bei denen das Rauchen als Bestandteil der Darbietung Ausdruck der Kunstfreiheit ist. |
| 54 | Bei Gaststätten gilt: - wenn diese nur einen Gastraum hat, und dessen Grundfläche kleiner als 75 m² ist, und keine oder nur einfach zubereitete Speisen zum Verzehren an Ort und Stelle als untergeordnete Nebenleistung verabreicht werden und durch deutlich wahrnehmbare Hinweise insbesondere im Eingangsbereich der Gaststätte informiert wird, kann diese als Raucherlokal geführt werden. - wenn diese einen oder mehrere abgetrennte Nebenräume hat, kann das Rauchen in diesen Nebenräumen gestattet werden – dies gilt nicht für Räume mit Tanzflächen. - wenn in diesen ausschließlich geschlossene Gesellschaften nicht kommerzieller Art in privater Trägerschaft verkehren kann das Rauchen erlaubt werden, wenn dies von den Veranstaltern gewünscht wird – dies gilt nicht für Veranstaltungen von Vereinen oder sonstigen Vereinigungen. - wenn es sich dabei um ein Festzelt handelt, das maximal an 21 aufeinander folgenden Tagen an einem Standort betrieben wird, kann die Betreiberin oder der Betreiber das Rauchen gestatten. |

Ausnahmen und Anmerkungen für das Saarland:
| 55 | Ausgenommen vom Rauchverbot sind abgetrennte und deutlich gekennzeichnete Räumlichkeiten. |
| 56 | Das Rauchverbot gilt nicht - in den zur persönlichen Nutzung überlassenen Hafträumen der Häftlinge und den Zimmern der Patienten des Maßregelvollzuges sowie ausgewiesenen Bereichen der Einrichtungen des Justiz- und Maßregelvollzuges. - in Heimen, Hospizen und sonstigen Einrichtungen der palliativen Versorgung in den Räumen, die den Bewohnern zur persönlichen Nutzung überlassen sind sowie in Gebäuden, Gebäudeteilen oder sonstigen abgeschlossenen Räumen und auf Grundstücken von Einrichtungen, soweit sie zu Wohn- oder Übernachtungszwecken überlassen sind. - Es darf sich nicht um Besprechungs-, Arbeits- und Sozialräume handeln. Diese Regelung gilt auch für Einrichtungen der Altenhilfe, der Behindertenhilfe, der Sozialpsychiatrie, für Einrichtungen zur beruflichen Beschäftigung, Ausbildung und Qualifizierung von Erwachsenen, für Frauenhäuser sowie stationäre und offene Einrichtungen für wohnungslose Menschen. Satz 1 gilt nicht für solche Einrichtungen im Sinne des § 2 Abs. 1, die auch unter § 2 Abs. 1 Nrn. 2 und 4 Buchstaben a) bis d) fallen. |
| 57 | Absolutes Rauchverbot ohne Ausnahmen. |

Ausnahmen und Anmerkungen für Sachsen:
| 58 | Abgetrennte Raucherräume sind zugelassen in: - Krankenhäusern sowie Vorsorge- und Rehabilitationseinrichtungen, in denen der behandelnde Arzt dem Patienten im Einzelfall das Rauchen erlaubt, weil ein Rauchverbot die Erreichung des Therapiezieles gefährdet oder der Patient das Gebäude nicht verlassen kann. - Einrichtungen der Palliativmedizin. - Einrichtungen des Maßregelvollzuges, in denen die Leitung der Einrichtung dies zulässt. - Heimen im Sinne des Heimgesetzes und Einrichtungen der Behindertenhilfe, in denen die Leitung der Einrichtung dies zulässt. - Justizvollzugs- und Jugendstrafvollzugsanstalten. - ausgewiesenen Räumen der Polizeibehörden und der Staatsanwaltschaften, soweit dort Vernehmungen durchgeführt werden und der vernommenen Person das Rauchen vom Leiter der Vernehmung im Einzelfall gestattet wird; entsprechendes gilt in ausgewiesenen Räumen der Gerichte für Vernehmungen durch den Ermittlungsrichter, sowie in Räumen zur Verwahrung. |
| 59 | Absolutes Rauchverbot ohne Ausnahmen. |
| 60 | Ausnahmen bestehen für: - abgetrennte Nebenräume von Gaststätten, die als Raucherräume gekennzeichnet sind, zu denen Minderjährige keinen Zutritt erhalten. - Einraumgaststätten mit weniger als 75 m² Gastfläche, die im Eingangsbereich als Rauchergaststätten gekennzeichnet sind, zu denen Minderjährige keinen Zutritt erhalten. - Gaststätten und abgetrennte Nebenräume von Gaststätten, bei geschlossenen Gesellschaften. - abgetrennte, als Raucherräume gekennzeichnete Nebenräume von Spielbanken und Spielhallen. - Einraumspielhallen mit weniger als 75 m² Gastfläche, die im Eingangsbereich als Raucherspielhalle gekennzeichnet sind. |

Ausnahmen und Anmerkungen für Sachsen-Anhalt:
| 61 | Absolutes Rauchverbot ohne Ausnahmen. |
| 62 | Das Rauchverbot gilt nicht: - in Gebäuden, Räumen und auf Grundstücken, soweit sie der privaten Nutzung zu Wohnzwecken dienen. - in mit einem Krankenhaus oder einer Rehabilitationseinrichtung verbundenen Wohnungen oder Zimmern von Wohnheimen, die den Bewohnern zur alleinigen Nutzung überlassen sind. - in den Zimmern von stationären Einrichtungen im Sinne des Wohn- und Teilhabegesetzes, die den Bewohnern zur alleinigen Nutzung überlassen sind. - in Justizvollzugsanstalten für die Hafträume der Häftlingen. - in Patientenzimmern in Einrichtungen des Maßregelvollzuges. |
| 63 | Raucherräume können eingerichtet werden: - in Hotels, Gaststättengewerbe, unabhängig von der Konzession, Einkaufszentren und andere Gebäude oder Räume, in denen derartige Dienstleistungen erbracht werden. - in inhabergeführten Gaststättengewerben, die aus einem Raum bestehen und deren Gastfläche einschließlich des für den Gast zugänglichen Thekenbereiches weniger als 75 m² beträgt und in denen eine Abgabe von zubereiteten Speisen nicht oder lediglich als untergeordnete Nebenleistung erfolgt, darf geraucht werden, sofern Personen unter 18 Jahren keinen Zutritt haben. - in Diskotheken, zu denen Personen unter 18 Jahren keinen Zutritt haben, dürfen Rauchernebenräume schaffen, sofern in diesem Raum das Tanzen untersagt ist. Voraussetzung hierfür ist eine derartig räumlich wirksame Abtrennung, dass eine Gefährdung durch passives Rauchen verhindert und der Schutzzweck dieses Gesetzes nicht beeinträchtigt wird. - in Bauten der öffentlichen Verwaltung des Landes, die der Unterbringung einer Behörde oder Einrichtung, eines Gerichts, einer Dienststelle, Stiftung, Anstalt oder Körperschaft des öffentlichen Rechts dienen, und der Landtag von Sachsen-Anhalt. - in stationären Einrichtungen im Sinne des Wohn- und Teilhabegesetzes. - in Bildungseinrichtungen wie Fachhochschulen, Hochschulen, Universitäten und Einrichtungen der Erwachsenenbildung, unabhängig von der Trägerschaft, einschließlich dazugehöriger Wohnheime. |

Ausnahmen und Anmerkungen für Schleswig-Holstein:
| 64 | Absolutes Rauchverbot ohne Ausnahmen. |
| 65 | Das Rauchverbot gilt nicht: - für Räume, die für Wohn- oder Übernachtungszwecke Bewohnern zur alleinigen Nutzung überlassen sind. - für Krankenhäusern sowie Vorsorge- und Rehabilitationseinrichtungen sowie Heimen kann die Leitung der Einrichtung im Einzelfall aufgrund einer ärztlichen oder therapeutischen Begründung Ausnahmen vom Rauchverbot zulassen. - in Zelten für Traditions- und Festveranstaltungen, die nur vorübergehend, höchstens an 21 aufeinander folgenden Tagen pro Kalenderjahr an einem Standort betrieben werden. |
| 66 | Ausnahmen gelten für: - Gaststätten in abgeschlossenen Nebenräumen, in denen das Rauchen gestattet ist. Voraussetzung hierfür ist: eine bauliche Abtrennung, sowie dass der Zutritt Personen unter 18 Jahren verwehrt ist. - Gaststätten, in denen auch gesonderte Veranstaltungsräume als Nebenräume genutzt werden können, in denen das Rauchen dann gestattet ist. - Gaststätten mit einer Gastfläche von weniger als 75 m², die keine zubereiteten Speisen anbieten und nicht über eine entsprechende Erlaubnis nach § 3 GastG verfügen, keinen abgetrennten Nebenraum haben und zu denen Personen unter 18 Jahren der Zutritt verwehrt ist – diese können als reine Raucherbetriebe geführt werden. |

Ausnahmen und Anmerkungen für Thüringen:
| 67 | Absolutes Rauchverbot ohne Ausnahmen. |
| 68 | Das Rauchverbot gilt nicht: - für Spielkasinos und Spielhallen. - für Räume, die Wohn- oder Übernachtungszwecken dienen und den Bewohnern zur alleinigen Nutzung überlassen sind. Dazu gehören insbesondere Einzelpatientenzimmer in Einrichtungen des Maßregelvollzugs sowie Einzelzimmer in Heimen. Das Rauchverbot gilt ferner nicht für Räumlichkeiten, die Dritten zur privaten oder gewerblichen Nutzung überlassen sind. - wenn der Leiter von Gesundheitseinrichtungen eine gesonderte Ausnahme erteilt. |
| 69 | Ausnahmen gelten für: - Behörden, Dienststellen und sonstige Einrichtungen des Landes und der Kommunen sowie Gaststätten – in denen baulich abgetrennte Raucherräume eingerichtet werden können, die sich in ständiger Belüftung befinden. Einraumgaststätten mit weniger als 75 m² Gastfläche, die im Eingangsbereich als Rauchergaststätten gekennzeichnet sind, zu denen Minderjährige keinen Zutritt erhalten.                                                                                               |